# Aiguille du Peigne
La aiguille du Peigne es una de las agujas de Chamonix en el macizo del Mont-Blanc. Culmina a 3192 m sobre el nivel del mar.

## Toponimia

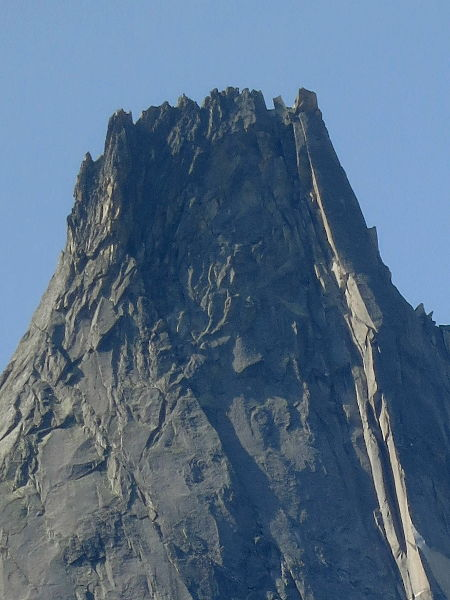
Vista de la cresta de la cumbre de la Aiguille du Peigne

La aiguille du Peigne debe su nombre a su parte superior recortada.

## Geografía

### Situación
La aiguille du Peigne se encuentra al final de la cadena que se separa al norte de la aiguille du Plan.

### Topografía
La aiguille du Peigne está formada por una cresta este-oeste de 34 m de longitud y  dos picos principales: el "gendarme 3,009 m" y el gendarme Rojo (3,078 m). La cumbre tiene dos caras principales: La cumbre tiene dos caras principales:
- la cara noreste, 400 m  de altura;
- la cara sur, 200 m  de altura.

La aiguille du Peigne también tiene dos bordes principales, norte y este, siendo el primero el más largo.

## Montañismo
- 1906 - Primera ascensión de G. Liegard y Robert O'Gorman con Joseph Ravanel y Joseph Couttet, 23 de julio. La ruta tomó el corredor del col du Peigne y no el Couloir des Papillons que se utiliza actualmente para la ruta normal de ascenso.[1]
- 1922 - Ascenso por la fisura de Lépiney, de Pierre Dalloz, Jacques de Lépiney y Tom de Lépiney.
- 1926 - Arista oeste del "gendarme 3009 m  por H. Camaré y R. Dewas.
- 1947 -Arista norte, el 2 de agosto, parte superior por Francis Aubert, Jean Claude Martin, Jean Claude Ménégaux, Marcel Schatz.[2]
- 1949 – Arista norte íntegramente por Robert Gabriel y Georges Livanos.
- 1957 - Primera ruta sobre el gendarme Rouge, por P. Labrunie, A. Contamine y Michel Vaucher.